# Laphria (chi ruồi)
Laphria là một chi ruồi trong họ Asilidae, thuộc phân họ Laphriinae.

## Các loài
- Laphria aurea  (Fabricius, 1794)
- Laphria auriflu  Gerstaecker, 1862
- Laphria bomboide  Macquart in Lucas, 1849
- Laphria coarctata  Dufour, 1833
- Laphria dizonias  Loew, 1847
- Laphria empyrea  Gerstaecker, 1862
- Laphria ephippium  (Fabricius, 1781)
- Laphria flava  (Linnaeus, 1761)
- Laphria flavescens  Macquart, 1838
- Laphria galathei  Costa, 1857
- Laphria gibbosa  (Linnaeus, 1758)
- Laphria hecate  Gerstaecker, 1862
- Laphria leucocephala  Meigen, 1804
- Laphria meridionalis  Mulsant & Revelière, 1860
- Laphria nigripennis  Meigen, 1820
- Laphria nitidula  (Fabricius, 1794)
- Laphria scutellata''  Macquart, 1835
- Laphria vulpina  Meigen, 1820
- Laphria bomboides benardi  Villeneuve, 1911
- Laphria bomboides bomboides  Macquart, 1849
- Laphria vulpina limbinervis  Strobl, 1898
- Laphria vulpina vulpina  Meigen, 1820
- Laphria venatrix  Loew, 1847  Choerades venatrix  (Loew, 1847)
- Laphria gibbosus  (Linnaeus, 1758)  Laphria gibbosa  (Linnaeus)

## Hình ảnh

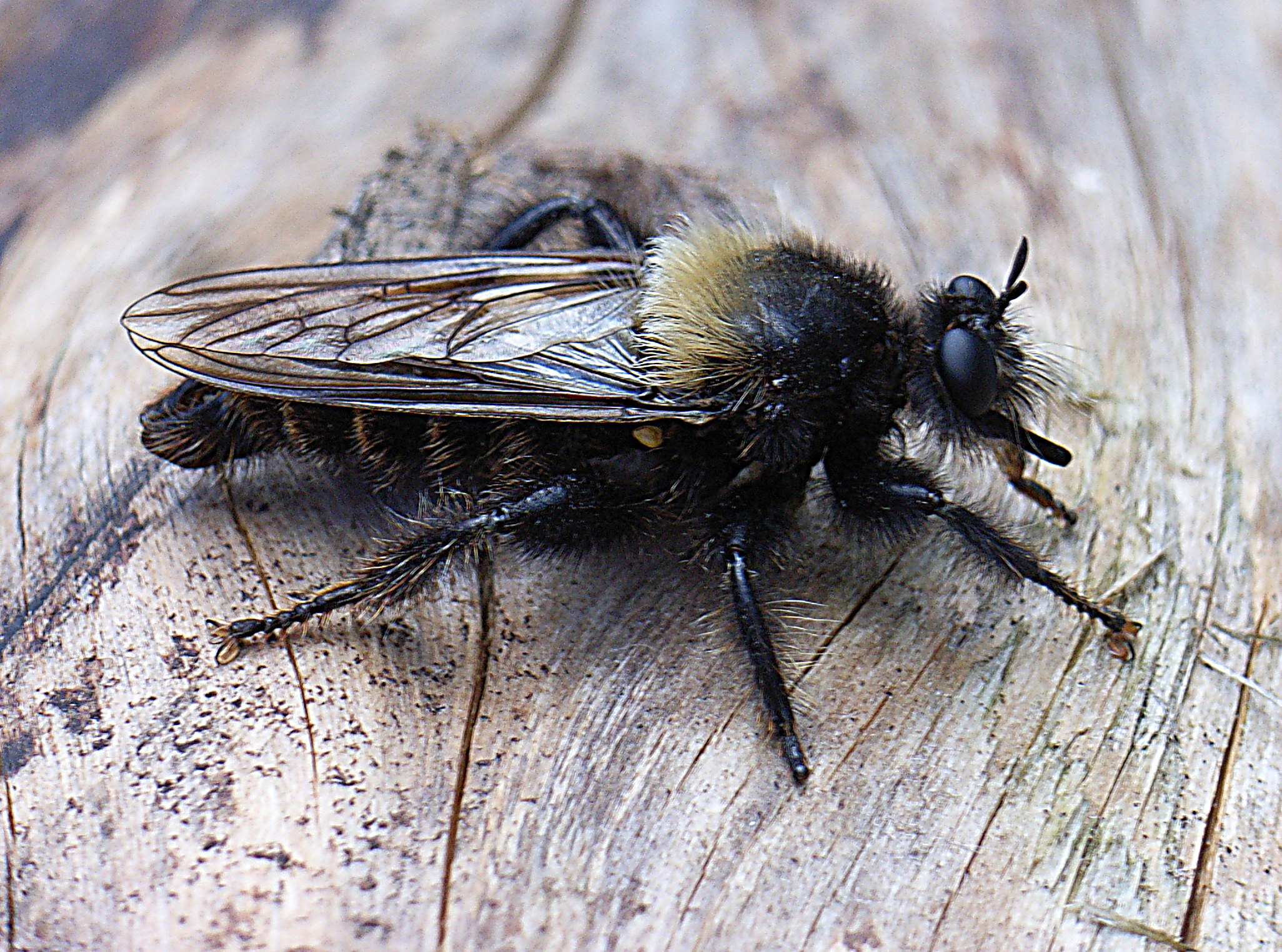
Laphria ephippium
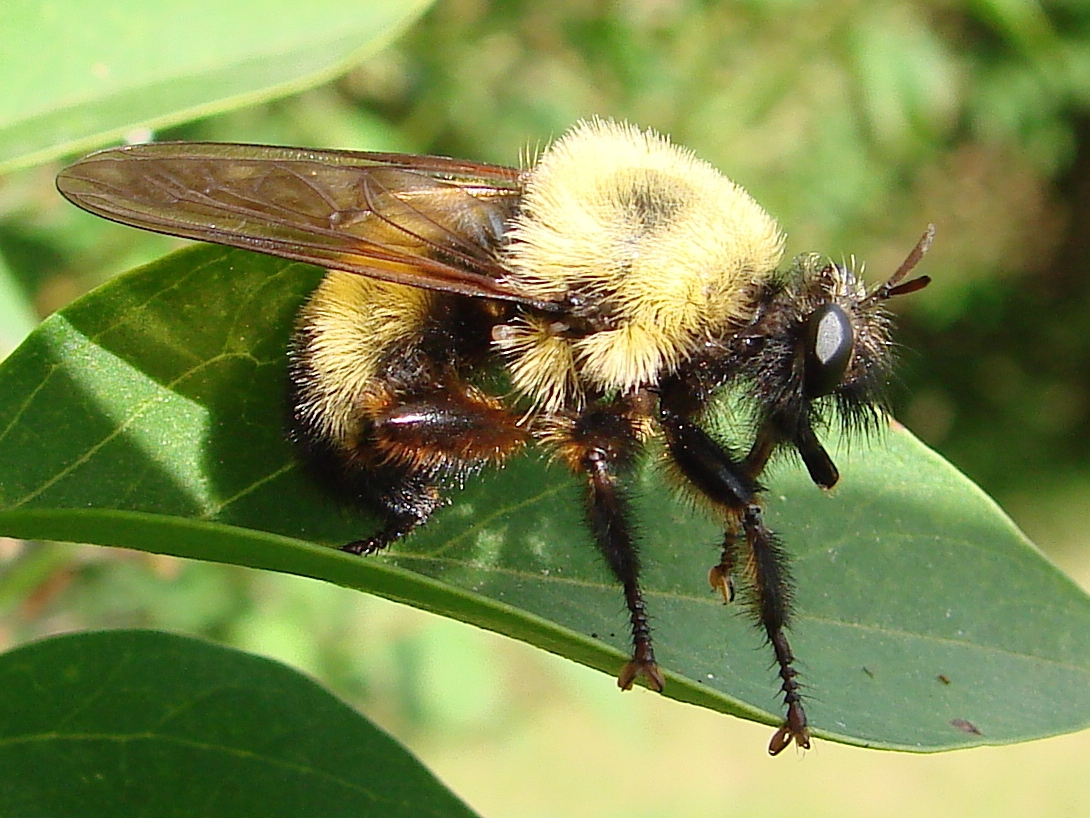
Laphria thoracica
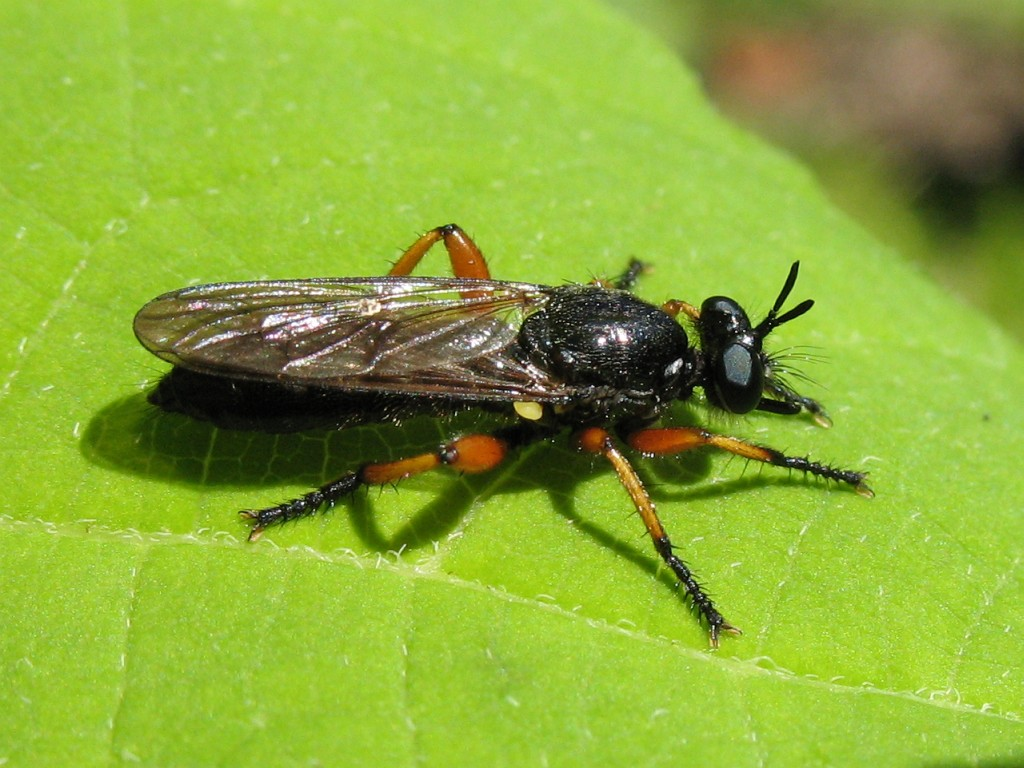
Laphria sadales